# God Hand (jeu vidéo)
God Hand (titre japonais : ゴッドハンド - Goddo Hando) est un jeu vidéo d'action de type beat them all, développé par Clover Studio et édité par Capcom, sorti au Japon le 14 septembre 2006, en Amérique du Nord le 10 octobre 2006, et en Europe le 15 février 2007. Il est également paru sur le PlayStation Network le 4 octobre 2011 en Amérique du Nord et le 15 février 2012 en Europe.
Quelques jours seulement après la sortie nord-américaine du jeu, Capcom a annoncé qu'il démantelait Clover Studio, faisant de God Hand leur dernier jeu à être sorti.

## Trame
Gene, un expert en arts martiaux, manie un des légendaires « Godhands », soit une paire de bras divins qui furent autrefois utilisés pour sauver le monde du démon Angra. Gene et sa condisciple Olivia se retrouvent impliqués dans une tentative de résurrection d'Angra, orchestrée par un groupe de démons appelés les Quatre Devas dans le but de prendre le contrôle du monde.
Les éléments humoristiques du jeu sont fondés sur le western et la culture japonaise, et les personnages et les événements de l'histoire font dans l'exagération à outrance.

## Système de jeu
Le gameplay est un mélange d'éléments traditionnels du genre beat them all, et de nouvelles fonctionnalités. Parmi celles-ci, la possibilité d'assigner une vaste gamme de techniques de combat aux boutons principaux de la manette, et de les enchaîner pour créer des combos uniques.

## Développement
God Hand a été réalisé par Shinji Mikami, le designer de Resident Evil. Mikami souhaitait créer un jeu d'action pour les hardcore gamers, parsemé d'une grande quantité d'humour destiné à détendre l'atmosphère.

## Accueil
Le jeu a reçu en général des critiques relativement positives, mais n'a réalisé que de modestes ventes à sa sortie au Japon.